# Rio Duína Ocidental

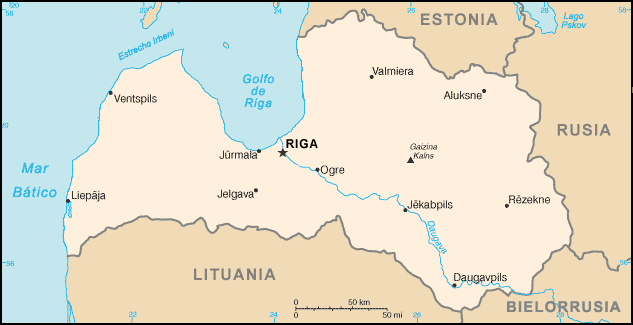
Curso do rio Daugava ou Duína Ocidental na Letónia

O Duína Ocidental (em letão, Daugava; em russo, Западная Двина́ [Zapadnaya Dvina]; em bielorrusso, Заходняя Дзвiна [za'xodnʲaja dzʲvʲi'na]) é o principal rio da Letónia. A sua foz situa-se na zona costeira da capital do país, Riga.
O percurso do rio cobre 1020 quilômetros, nascendo em território russo, passando pela Bielorrússia e desaguando no mar Báltico, no golfo de Riga no litoral letão.
O rio Duína é ligado ao rio Berezina através de um canal, e por conseguinte com o rio Danápris.